# Mormonia edna
Mormonia edna är en fjärilsart som beskrevs av William Beutenmüller 1907. Mormonia edna ingår i släktet Mormonia och familjen nattflyn. Inga underarter finns listade i Catalogue of Life.